# Lichirtes hexapodoides
Genre
Espèce
Lichirtes hexapodoides, unique représentant du genre Lichirtes, est une espèce d'opilions laniatores de la famille des Agoristenidae.

## Distribution
Cette espèce est endémique de la province de Santiago de Cuba à Cuba. Elle se rencontre à Guamá sur le Pico Turquino.

## Description
Le mâle holotype mesure 6,2 mm et la femelle paratype 8,7 mm.

## Publication originale
- Šilhavý, 1973 : « Two new systematic groups of gonyleptomorphid phalangids from the Antillean- Caribbean Region, Agoristenidae Fam. N., and Caribbiantinae Subfam. N. (Arachn.: Opilionidea). » Věstník československé Společnosti zoologické, vol. 37, p. 110–143.